# Alphonse Cytère

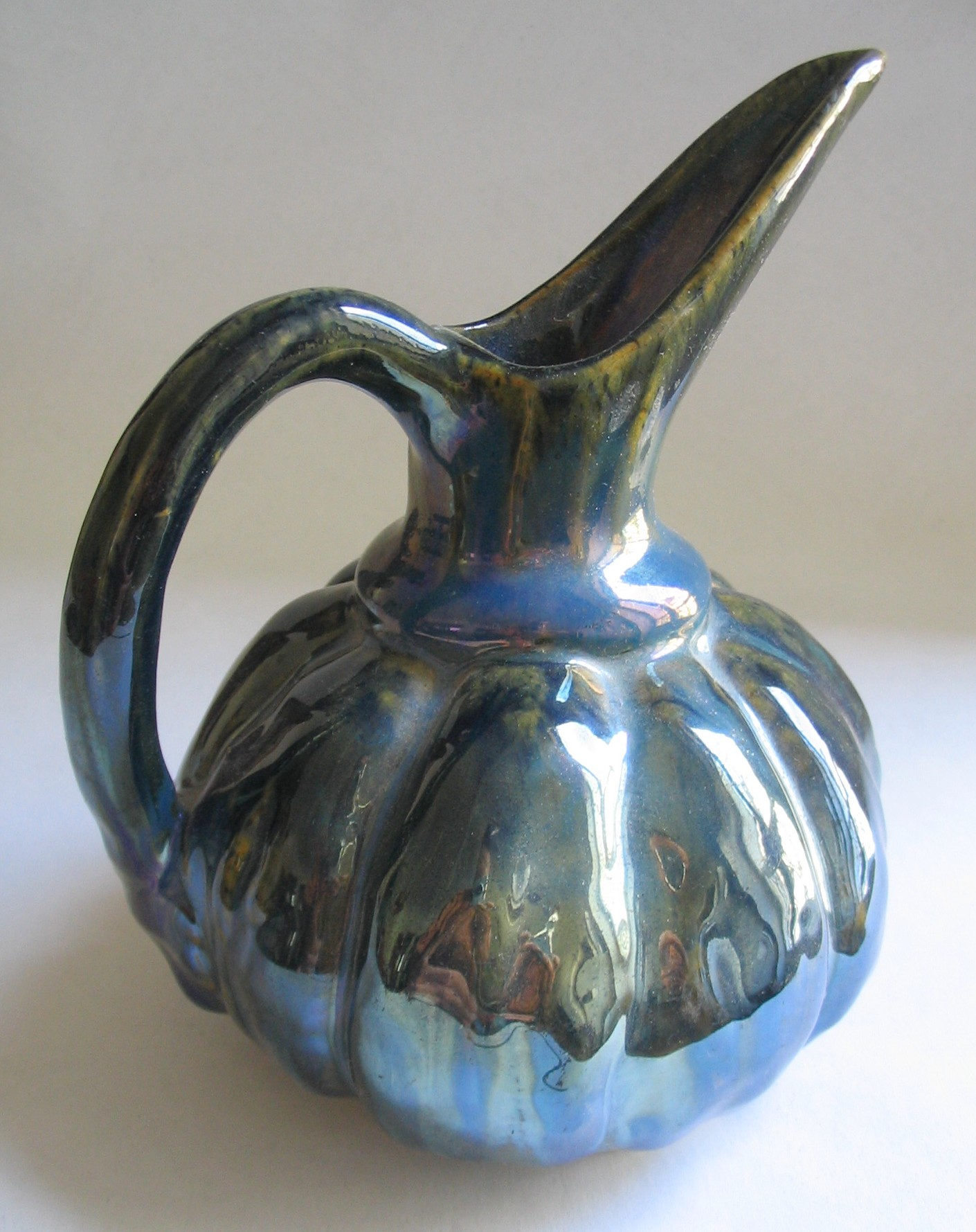
Pichet à lustre métallique

Alphonse Cytère, né à Tauves (Puy-de-Dôme) le 12 août 1861 et mort à Rambervillers (Vosges) en 1941, est un ingénieur céramiste français lié à l'École de Nancy.

Il a mis au point une nouvelle technique de transformation d'un émail à reflets métalliques qui a valu leur notoriété aux « grès flammés de Rambervillers ».

## Galerie

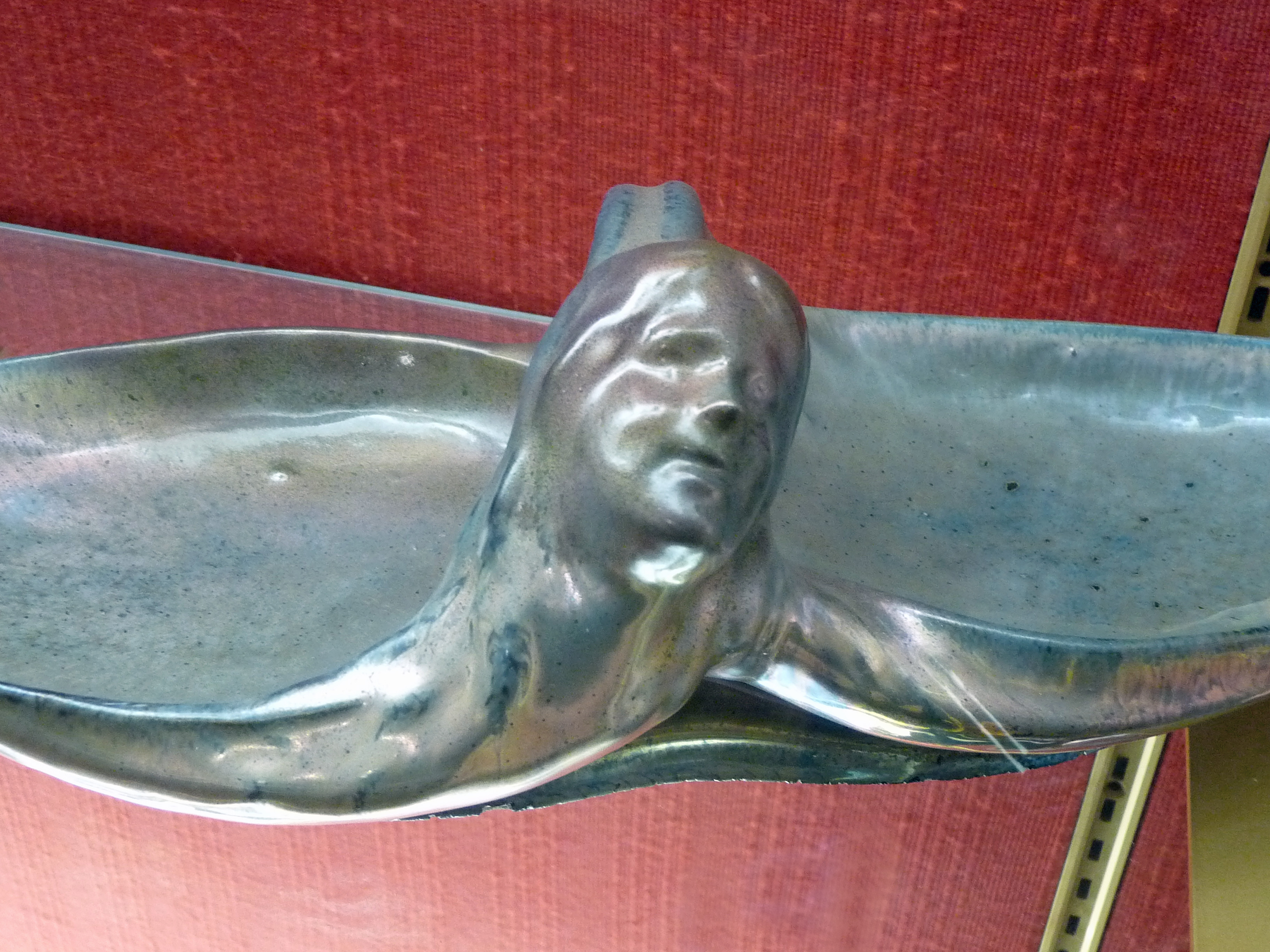
Coupe à fruit décorée d'un visage de femme (Musée Charles-de-Bruyères).
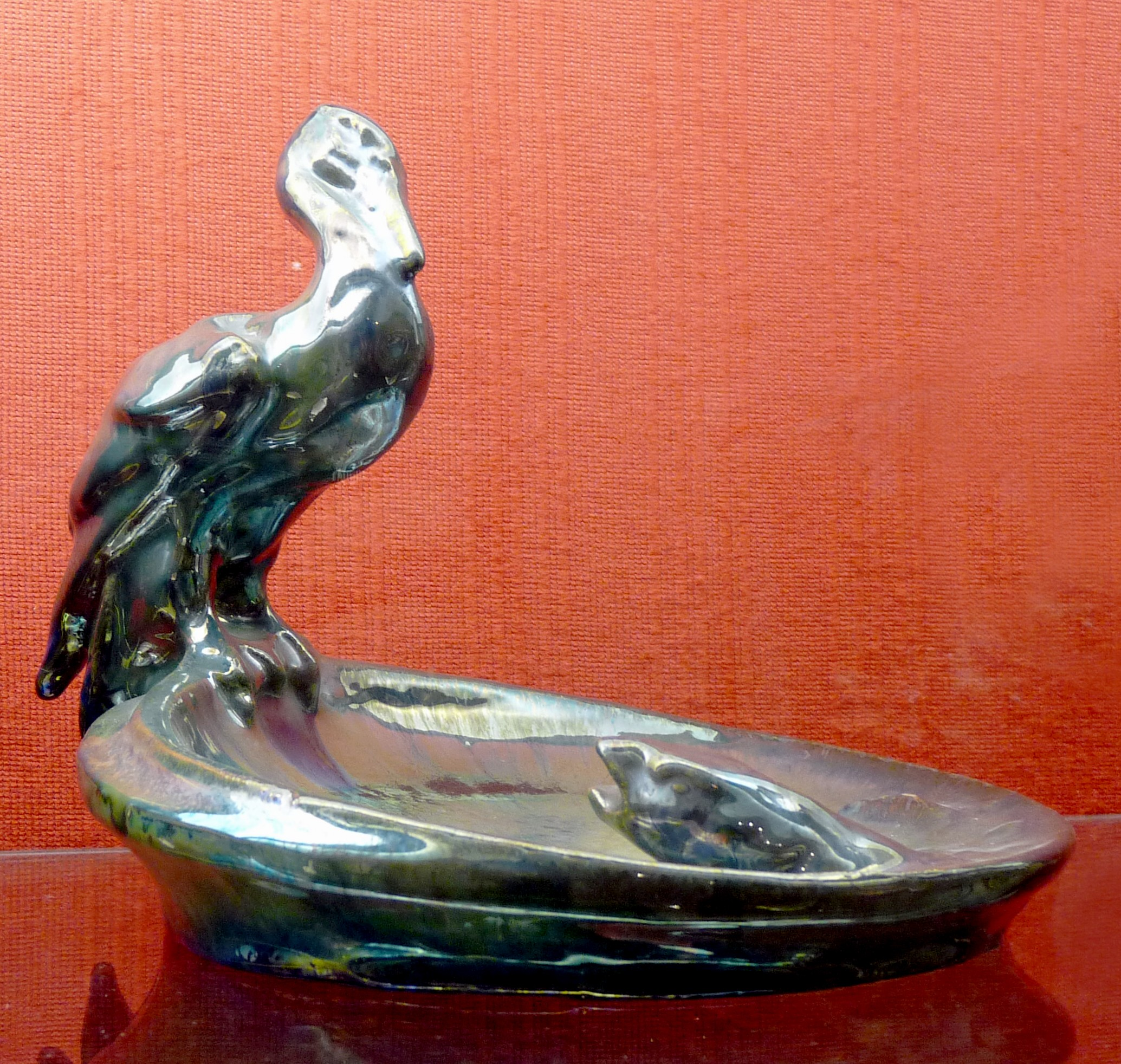
Coupe à la carpe la vague le héron (Musée Charles-de Bruyères]).
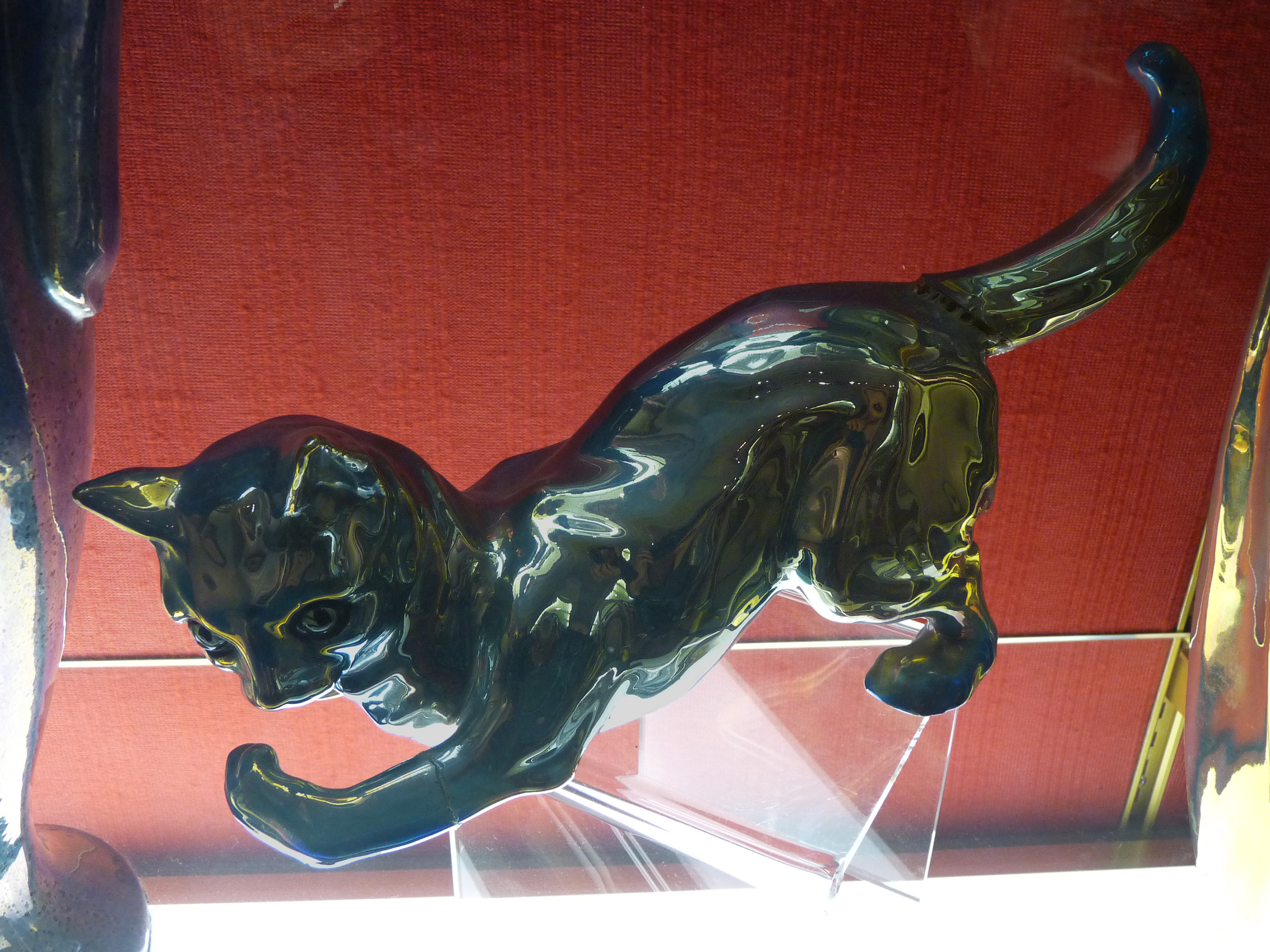
Chat (Musée Charles-de Bruyères).
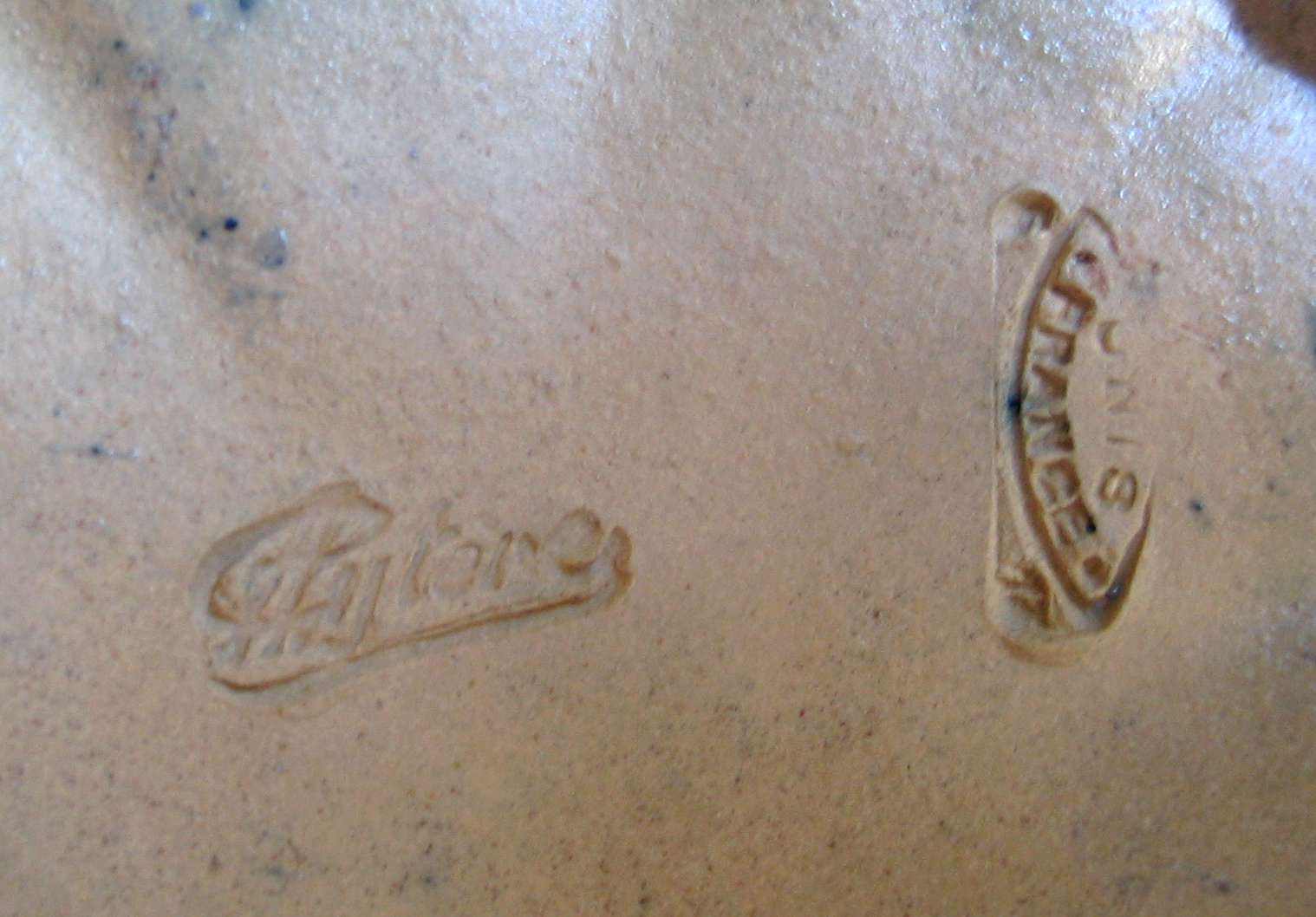
Signature d'Alphonse Cytère.